# Navire Argo (constellation)
Pour les articles homonymes, voir Argo.

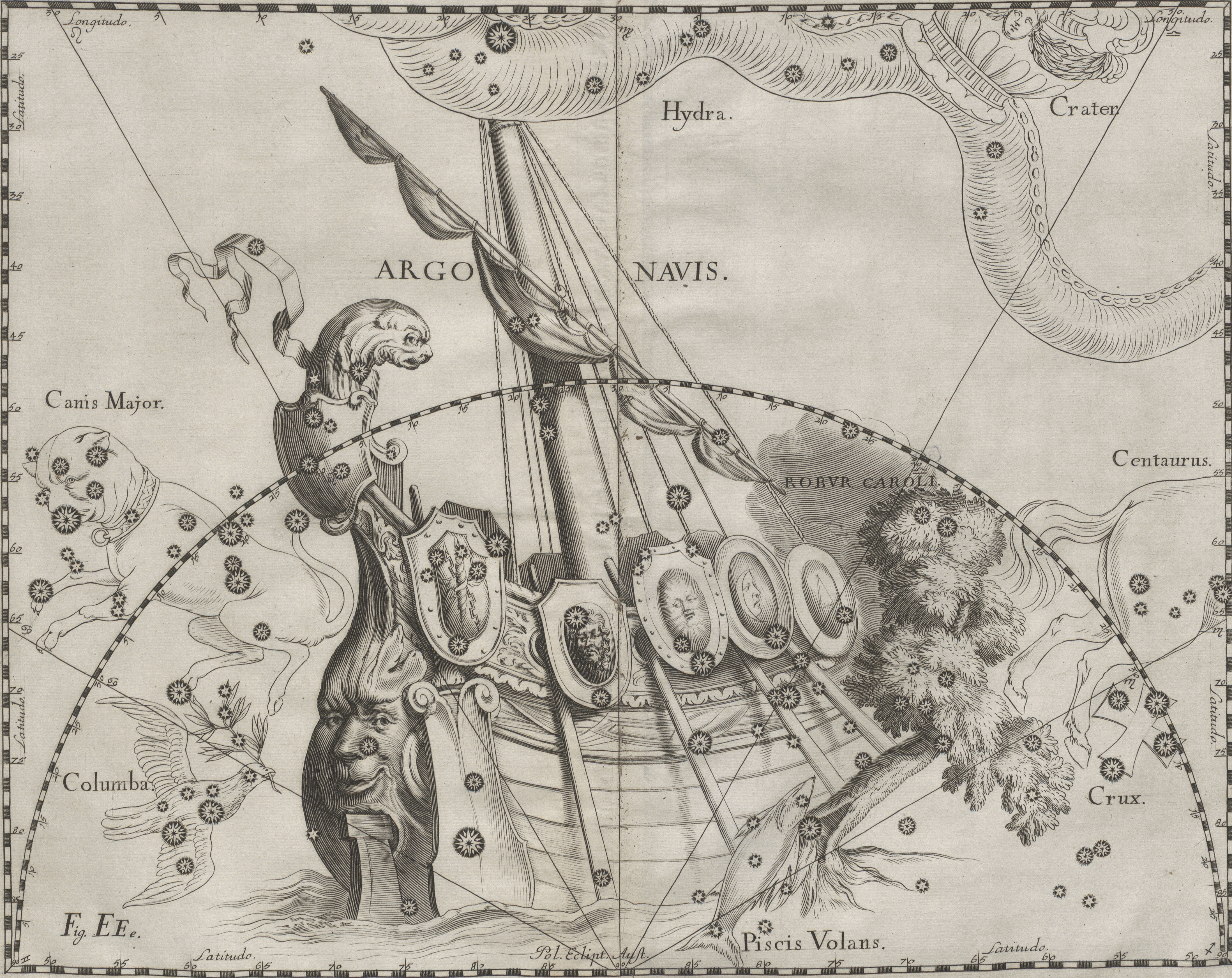
Le Navire Argo dans lUranographia de Johannes Hevelius.

Le Navire Argo (en latin Argo Navis ; génitif Argus Navis ; abréviation Arg) est une ancienne énorme constellation, parmi celles décrites par Aratos, puis par Ptolémée (Almageste). Cette constellation représentait l’Argo, le navire utilisé par Jason et les Argonautes. L'appartenance initiale de la Boussole est disputée.

## Histoire

### Description par Ptolémée auIIesiècle
Dans son Almageste rédigé au IIe siècle, Ptolémée nomme et décrit 45 étoiles pour cette constellation.

### Division de la constellation dans les années 1750
À cause de sa taille (1884 degrés carrés), l'astronome Nicolas-Louis de Lacaille la divisa dans les années 1750 en trois constellations plus petites :
- la Carène ;
- la Poupe ;
- les Voiles.

En conséquence, le Navire Argo est la seule des 48 constellations listées par Ptolémée dans son Almageste à ne plus être officiellement reconnue.

### Proposition d'une quatrième subdivision
En 1844, l'astronome anglais John Herschel propose de renommer la constellation de la Boussole en la constellation du Mât suggérant ainsi d'en faire une quatrième subdivision de la constellation du Navire Argo mais cette suggestion n'est pas adoptée.

## Observation du ciel

Visibilité nocturne de la constellation.